# Chiesa di Santa Maria in Portico a Fontegiusta

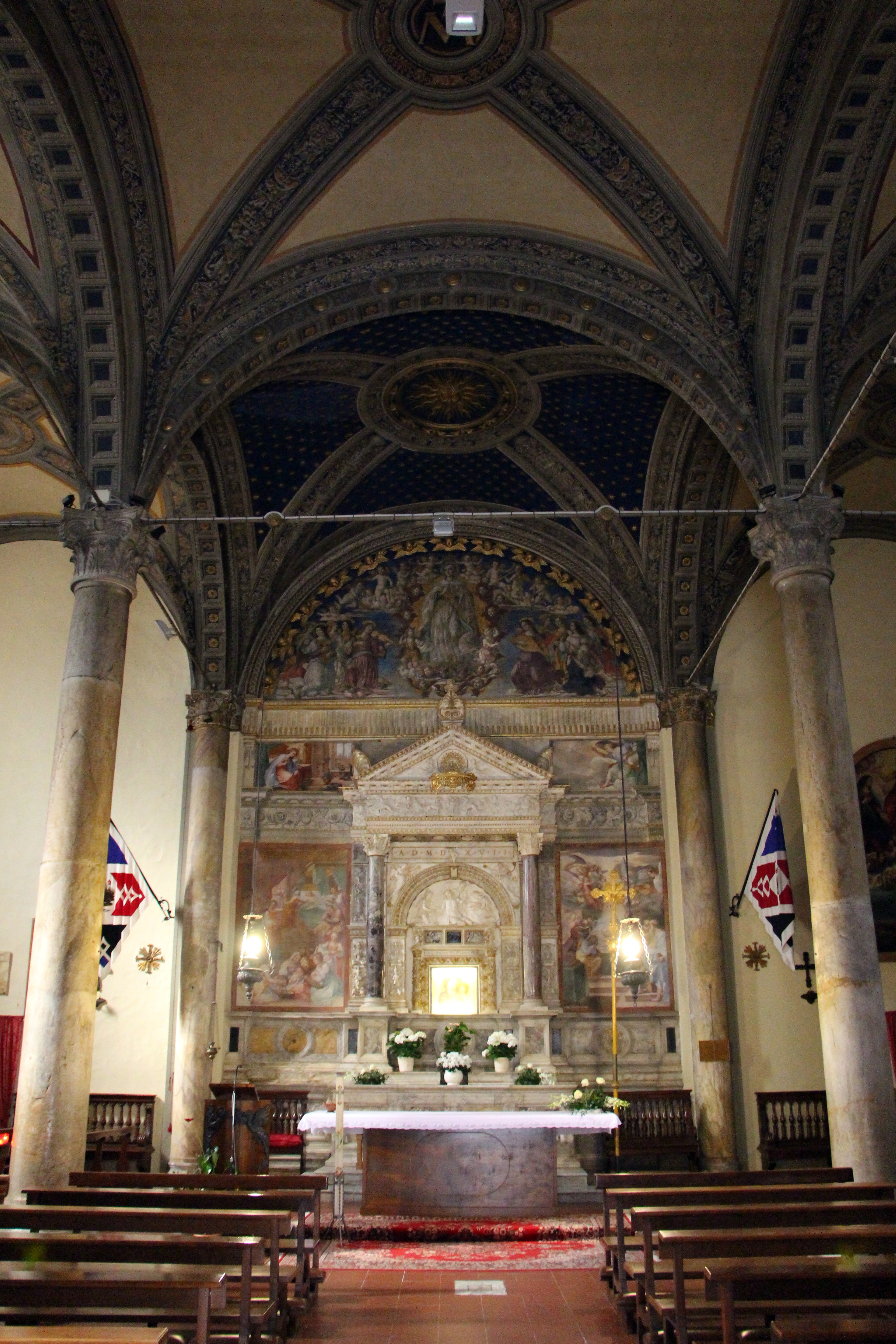
Interno

La chiesa di Santa Maria in Portico a Fontegiusta si trova a Siena in via di Fontegiusta.

## Storia
L'edificio, costruito in stile rinascimentale per celebrare la vittoria dei Senesi sui fiorentini nella battaglia di Poggio Imperiale, fu eretto su progetto di Cristoforo Fedeli da Como nel 1479-1484. La chiesa sorse a ridosso delle mura e fu proprio a causa del poco spazio disponibile tra esse e la facciata della chiesa che essa fu realizzata con una pianta quadrata, con tre navate ampie ma ridotte in lunghezza. L'edificio inglobò il portico dell'ufficio della gabella del dazio in cui si trovava la miracolosa Madonna di Fontegiusta, che dà oggi il nome della chiesa.

## Descrizione
L'esterno presenta una sobria facciata in cotto tripartita da lesene, completata da una successiva sopraelevazione a capanna al centro ed ornata da un portale rinascimentale in marmo del 1489, opera di Urbano da Cortona. I rilievi soprastanti (Madonna col Bambino e angeli), sono attribuiti a Giovanni di Stefano.
All'interno, a pianta quadrata, diviso in tre navate da colonne e coperto con volte a crociera, si conservano numerose opere d'arte. La vetrata in controfacciata con la Madonna col Bambino tra i santi Bernardino e Caterina da Siena, databile tra la fine del Quattrocento e l'inizio del Cinquecento, venne forse disegnata da Guidoccio Cozzarelli.
Nella parete di fondo l'altare maggiore si trova la sopraccitata Madonna di Fontegiusta, affresco di Lippo Vanni, ospitata nel grande tabernacolo a forma di tempietto classico scolpito nel 1509-1517 da Lorenzo di Mariano, detto il Marrina, con l'aiuto di Michele Cioli da Settignano (a quest'ultimo spetta la Pietà nella lunetta). L'affresco in alto con l'Assunzione di Maria è di Girolamo di Benvenuto (1515 circa), mentre i due affreschi laterali raffiguranti la Natività della Vergine (a sinistra) e la Dormitio Virginis (a destra) sono aggiunte successive di Ventura Salimbeni (1600 circa).  Il piccolo ciborio bronzeo è riferito stilisticamente a Giovanni delle Bombarde (XV secolo).
Sul lato destro, in controfacciata, entro il primo arco è un affresco con la Visitazione attribuito a Michelangelo Anselmi, detto lo Scalambrino del 1522, basato su un disegno di Bartolomeo Neroni. Sulla parete destra sono un affresco lacunoso di un ignoto artista del tardo Seicento e al centro l'altare laterale che reca la tela con l'Incoronazione della Vergine e quattro santi di Bernardino Fungai (1508-1512). In fondo, in alto, la cantoria risalente al 1510. Sulla parete di fondo, a destra dell'altare è appesa una tela di Francesco Vanni raffigurante il Beato Ambrogio Sansedoni implorante la Madonna e Gesù Cristo per la città di Siena dipinta per l'altare maggiore della Compagnia del Beato Ambrogio Sansedoni tra 1590 e 1591 e qui collocata dopo la sua soppressione nel 1785 ed il trasferimento del titolo presso la presente chiesa. Nella parte bassa della tela è un'interessante veduta di Siena.
A sinistra, in controfacciata, troviamo invece la Madonna libera Siena dalla peste, dipinto cinquecentesco anch'esso, che è stato attribuito a Bartolomeo Neroni detto il Riccio o, da alcuni che hanno notato una qualità inferiore, a un pittore a lui vicino. Anche la seguente Sibilla Tiburtina vaticinia ad Augusto la nascita del Messia è a tutt'oggi un problema attributivo: tradizionalmente e solitamente attribuita a Baldassarre Peruzzi, è stata anche assegnata alla giovinezza di Daniele da Volterra (prima metà del XVI secolo). La piccola acquasantiera bronzea è di Giovanni delle Bombarde (1430).
In sagrestia si trova un piccolo museo di cimeli che la tradizione vuole appartenuti a Cristoforo Colombo forse studente dell'Università di Siena.